# Nasavrky (ort i Tjeckien, lat 50,03, long 16,26)
Nasavrky är en ort i Tjeckien.   Den ligger i regionen Pardubice, i den östra delen av landet, 130 km öster om huvudstaden Prag. Nasavrky ligger 347 meter över havet och antalet invånare är 133.
Terrängen runt Nasavrky är platt åt sydväst, men åt nordost är den kuperad. Terrängen runt Nasavrky sluttar västerut. Runt Nasavrky är det ganska tätbefolkat, med 65 invånare per kvadratkilometer. Närmaste större samhälle är Česká Třebová, 18,8 km sydost om Nasavrky. I omgivningarna runt Nasavrky växer i huvudsak blandskog.